# Цетенов
Цетенов (чеш. Cetenov) је насељено мјесто са административним статусом сеоске општине (чеш. obec) у округу Либерец, у Либеречком крају, Чешка Република.

## Становништво
Према подацима о броју становника из 2014. године насеље је имало 123 становника.